# Ping-O-Tronic

Ping-O-Tronic (estilizada como ping•o•tronic  conocida también como Zanussi Ping-O-Tronic o Sèleco Ping-O-Tronic ) fue una consola de  primera generación producida fabricada por Zanussi, una empresa italiana de electrodomésticos, lanzada bajo su marca Sèleco a fines de 1974 exclusiva del Mercado Italiano.   Fue la primera consola de videojuegos italiana, excluyendo los rebranding y bootleg de Magnavox Odyssey . 
la carcasa de Ping-O-Tronic es de tonos  naranjas y blanco con un copartimento para los controles. La motherboard se basa en tres chips de Texas instruments 7400 . Los juegos disponibles son solo tres clones de Pong Squash / Solo y Automatic / Attract .   El último fue el único juego que no requería jugadores y era utilizado por que  las tiendas demostraran el sistema sin que nadie lo jugara. 
Existen varios modelos de Ping-O-Tronic, diferenciados con el nombre de producto PP-1 hasta PP-10. A partir de los modelos PP-5, se añadió una ranura a la que se podía conectar una pistola de luz para jugar  juegos de puntería . Este accesorio se llamó Gun-O-Tronic (estilizado como gun • o • tronic ).  Las únicas otras consolas conocidas en ese momento que permitían al usuario jugar juegos de puntería eran la Magnavox Odyssey y la Philips Tele-Game ES 2201. 
El 21 de abril de 1975, Zanussi obtuvo una licencia para la implementación de Pong de Sanders Associates . 

## Play-O-Tronic

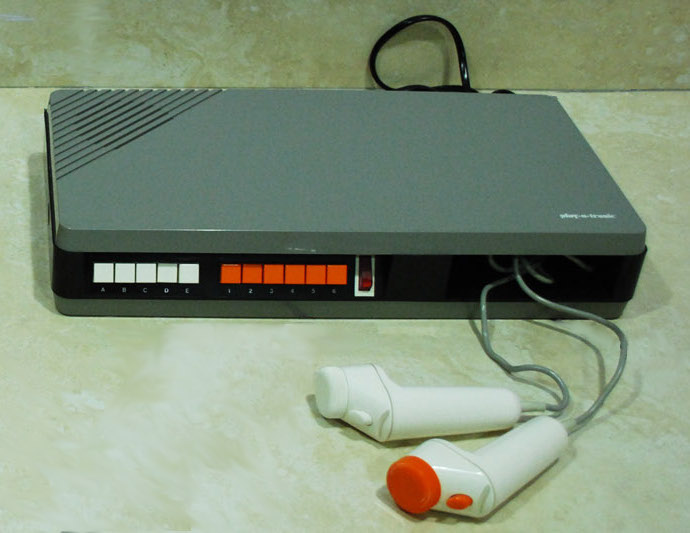
Play-O-Tronic

En 1977, Zanussi  vendió un nuevo modelo de una consola similar a Pong llamada Play-O-Tronic (estilizada como play•o•tronic y también conocida como Zanussi Play-O-Tronic o Sèleco Play-O-Tronic ). A diferencia del Ping-O-Tronic, que se construyó con componentes discretos, el Play-O-Tronic se construyó solo con un chip AY-3-8500 . 
La consola también fue vendida en Alemania por la empresa de  venta por correo Quelle, la consola se vendió con el nombre  de Universum TV Multi-Spiel (estilizado como UNIVERSUM TV Multi-Spiel).    El Multi-Spiel viene con una fuente de alimentación incorporada. 

## Ventas
Zanussi informó que entre el 1 de octubre de 1977 y el 31 de diciembre de 1977, vendió aproximadamente 21.514 Play-O-Tronics y obtuvo ganancias.de 620.408.000 liras italianas ( US$ 127.782.334), de las cuales el 5,5%, 34.122.440 liras (US$ 7.028.028) fueron para Sanders Associates. 
En 1983, se habían vendido un total de aproximadamente un millón de unidades Ping-O-Tronic y Play-O-Tronic. 